# Harmattan Gniewkowo
Harmattan Gniewkowo – polski klub koszykarski z Gniewkowa funkcjonujący w latach 1994–2010.
Klub powstał w 1994 dzięki otwarciu w Gniewkowie nowej hali sportowo-widowiskowej. Zespół seniorów zgłoszono do rozgrywek ówczesnej ligi okręgowej w sezonie 1994/1995, opierając jego skład na zawodnikach wywodzących się z amatorskiej Gniewkowskiej Ligi Koszykówki.
Klub przez 6 sezonów (1999/2000 oraz od 2005/2006 do 2009/2010) występował na trzecim poziomie rozgrywkowym, największy sukces odnosząc w sezonie 2007/2008, gdy w swojej grupie II ligi zajął 2. lokatę, przegrywając w finale fazy play-off z ŁKS-em Łódź 1:2 – Harmattan (grający wówczas pod nazwą Bonduelle) otrzymał wówczas od PZKosz ofertę wykupu dzikiej karty na grę w I lidze w sezonie 2008/2009, jednak z niej nie skorzystał. Po sezonie 2009/2010, w którym Harmattan po raz ostatni grał w II lidze, klub w kolejnych rozgrywkach przystąpił do III ligi, jednak już rok później został rozwiązany ze względu na problemy finansowo-organizacyjne.
W barwach Harmattana występowali między innymi Artur Gliszczyński, Arkadiusz Kobus, Krzysztof Wilangowski czy Łukasz Wiśniewski.